# ぼんちくん
『ぼんちくん』は、主に都城盆地（宮崎県都城市・三股町・鹿児島県曽於市）を中心にスーパーマーケットなどで無料配布されている月刊漫画誌。また、同作品の主人公「諸方 ぼんち（もろかた ぼんち）」（都城市のPRキャラクター兼PR部長）のことを指して「ぼんちくん」とも呼称する。
昭和40 - 50年代（1965年 - 1984年）の都城盆地を舞台に、日常風景を諸県弁を駆使して描く短編読み切り作品である。

## 漫画誌概要
みやこのジョー（本名：今村幸一、1954年生まれ）の作。1999年9月に創刊、2003年12月に第50号、2016年6月に第200号、2024年11月に第300号を迎えた。
B5判、全16ページ。出版費用は広告料を元手としている。発行部数は創刊号が100部、第2号が1000部、2002年時点では2000部、2003年時点では2500部、2016年時点では1600部、2024年時点では1500部。主に都城盆地圏域（都城市、三股町、曽於市）のスーパーマーケットや金融機関、病院など約150か所（2003年時点）で配布されている。

## キャラクター概要
諸方 ぼんち（もろかた ぼんち）は『ぼんちくん』の主人公。いがくり頭の小学2年生。誕生日は6月10日。
2004年1月19日に都城市で78人目の「ウエルネス都城特派大使」（2013年以降は「みやこんじょ大使」）に任命されたが、この時点では自主的なPR活動が主だった。2014年5月に都城市のキャラクターとして本格活用を開始し、2015年1月には都城市の公式PR部長に就任した。